# Thiviers
Thiviers é uma comuna francesa na região administrativa da Nova Aquitânia, no departamento Dordonha. Estende-se por uma área de 27,83 km². Em 2010 a comuna tinha 3 052 habitantes (densidade: 109,7 hab./km²).